# Sofia Arasola
Sofia Arasola (* 24. März 1991) ist eine finnische Schauspielerin.

## Leben und Karriere
Arasola wurde am 24. März 1991 geboren. Ihre Mutter ist die Schauspielerin Marjukka Arasola. Sie studierte am Turku City Theatre. Bekanntheit erlangte sie für ihre Rolle in Salatut elämät. Anschließend war sie 2018 in der Serie HasBeen zu sehen. Im selben Jahr trat Arasola in Pihlajasatu auf. Zudem spielte sie von 2019 bis 2020 in der Serie Rantabaari mit.
Neben ihrer Schauspielkarriere ist Arasola auch als Tänzerin aktiv. Derzeit ist sie mit dem Eishockeyspieler Siim Liivik liiert.

## Filmografie
Serien
- 2017–2019: Salatut elämät
- 2018: HasBeen
- 2018: Pihlajasatu
- 2019–2020: Rantabaari